# Union des jeunes pour le socialisme

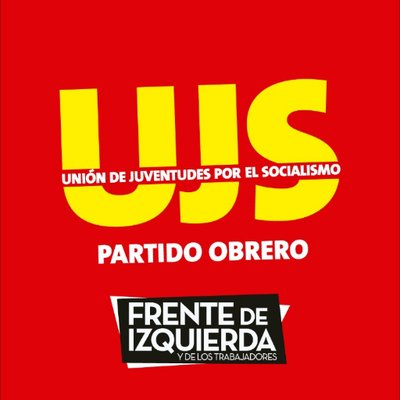
Logo de l'Union des Jeunes pour le Socialisme

L'Union des Jeunes pour le Socialisme (UJS), est une organisation de jeunesse argentine fondée le 10 décembre 1972 par des membres de Política Obrera, ancien nom du Parti Ouvrier qui sera plus tard interdit par la dictature militaire. L'UJS rassemble les jeunes militants de ce parti.

## Histoire

### Antécédents
L'intervention de ce qui était alors Política Obrera dans la jeunesse, spécialement chez les étudiants, commence en 1967, avec la fondation de la Tendencia Estudiantil Revolucionaria Socialista (TERS).

### Origines
L'UJS a été fondée à la fin du premier congrès de la Tendance étudiante révolutionnaire socialiste (TERS) et des Cercles des jeunes des quartiers qui s'est déroulé les 9 et 10 décembre 1972 dans la faculté d'architecture de l'Université nationale de Córdoba. Le Congrès a rassemblé 1 000 observateurs, plus de 50 interventions et 300 délégués.
Parmi les objectifs de fondation il faut souligner l' «implanter l'organisation dans les usines, chez les jeunes prolétaires, parce que c'est là que se trouve la racine du véritable mouvement révolutionnaire de la jeunesse», entérinant ainsi une résolution prise un an auparavant par une conférence de la TERS: la constitution d'un moyen organisationnel "prolétarien, classiste et de masse pour la jeunesse". Avec cette conception, Política Obrera cherchait à s'éloigner de la politique que menait les trois principaux courants politique actifs dans la jeunesse à l'époque : le réformisme qui "sépare jeunesse travailleuse et intellectuelle", le nationalisme bourgeois qui "renonce à organiser à la jeunesse dans les usines pour ne pas miner le contrôle de la bureaucratie syndicale, et promeut une organisation socialement amorphe dans les quartiers" et, enfin, les autoproclamé "socialistes purs ou gauchistes" qui "rejettent l'idée d'une organisation révolutionnaire de la  jeunesse".
Entre 2001 et 2019, l'UJS a dirigé la Fédération Universitaire de Buenos Aires (FUBA) en formant des fronts avec divers groupements de gauche et de centre-gauche comme La Mella (Patria Grande), La Cámpora y Nuevo Encuentro et participe activement aux diverses fédérations et coordination estudiantines de tout le pays et de tous les niveaux éducatifs.